# Eris no Seihai
Eris no Seihai (エリスの聖杯?) es una serie de novelas ligeras japonesas escritas por Kujira Tokiwa e ilustradas por Yuunagi. Se publicó en línea entre octubre de 2017 y agosto de 2018 en el sitio web de publicación de novelas generadas por usuarios Shōsetsuka ni Narō. Posteriormente, fue adquirida por SB Creative, que publicó cuatro volúmenes entre noviembre de 2019 y marzo de 2022 bajo su sello GA Novel. 
Una adaptación al manga con arte de Hinase Momoyama se publica en línea a través del sitio web Manga Up! de Square Enix desde noviembre de 2019 y se ha recopilado en doce volúmenes tankōbon. Una nueva edición de la serie de novelas ligeras del mismo autor e ilustrador se publicó en cinco volúmenes por Drecom Media en noviembre de 2024 bajo su sello DRE Novels. Una adaptación de la serie de televisión de anime producida por Ashi Productions se estrenará en enero de 2026.

## Sinopsis
Hace una década, Scarlet Castiel fue ejecutada por supuestamente intentar envenenar a la amante del príncipe. En el presente, Constance se involucra en ayudar al fantasma de Scarlet a descifrar la cadena de eventos que la llevaron a la muerte, lo que las lleva a una conspiración que involucra a varias naciones.

## Personajes
Constance Grail (コンスタンス・グレイル Konsutansu Gureiru?)
 Seiyū: Kana Ichinose
Scarlett Castiel (スカーレット・カスティエル Sukāretto Kasutieru?)
 Seiyū: Sayumi Suzushiro
Randolph Ulster (ランドルフ・アルスター Randorufu Arusutā?)
 Seiyū: Yōhei Azakami
Lily Orlamunde (リリィ・オーラミュンデ Riryi Ōramyunde?)
 Seiyū: M.A.O

## Contenido de la obra

### Novelas ligeras
Eris no Seihai es escrita por Kujira Tokiwa e ilustradas por Yuunagi y comenzó a serializarse en línea en la página web de novelas generadas por usuarios Shōsetsuka ni Narō del 16 de octubre de 2017 al 4 de agosto de 2018. Posteriormente, fue adquirida por SB Creative, que publicó cuatro volúmenes con ilustraciones de Yuunagi bajo su sello GA Novel del 14 de noviembre de 2019 al 12 de marzo de 2022. Los volúmenes de GA Novel están licenciados en Norteamérica por Yen Press.
Una nueva edición, publicada bajo el sello de novelas ligeras DRE Novels de Drecom Media, se publicó con cinco volúmenes el 7 de noviembre de 2024.
| Volúmenes de novelas ligeras publicadas | Volúmenes de novelas ligeras publicadas | Volúmenes de novelas ligeras publicadas |
| Número                                  | Fecha de lanzamiento                    | ISBN                                    |
| --------------------------------------- | --------------------------------------- | --------------------------------------- |
| 1                                       | 14 de noviembre de 2019                 | ISBN 978-4-8156-0381-6                  |
| 2                                       | 14 de mayo de 2020                      | ISBN 978-4-8156-0561-2                  |
| 3                                       | 14 de octubre de 2020                   | ISBN 978-4-8156-0769-2                  |
| 4                                       | 12 de marzo de 2022                     | ISBN 978-4-8156-1060-9                  |

### Manga
Una adaptación del manga ilustrada por Hinase Momoyama comenzó a serializarse en la página web y la app Manga Up! de Square Enix el 3 de noviembre de 2019. Los capítulos del manga se han recopilado en doce volúmenes tankōbon desde marzo de 2025. La adaptación también cuenta con la licencia en Norteamérica de Yen Press.
Una secuela del manga ilustrada por S.Kosugi, titulada Eris no Seihai S, publicó su capítulo "0" en la página web DRE Comics de Drecom Media el 18 de octubre de 2024. Posteriormente, comenzó a serializarse el 1 de noviembre de 2024. Los capítulos de la secuela se han recopilado en un solo volumen tankōbon desde marzo de 2025.

### Anime
Se anunció una adaptación al anime el 20 de octubre de 2024. Más tarde se reveló que sería una serie de televisión que será producida por Ashi Productions (con Good Smile Film y DRE Pictures a cargo de la producción general) y dirigida por Morita to Junpei, con guiones escritos por Kenichi Yamashita y personajes diseñados por Chie Kawaguchi. La serie se estrenará en enero de 2026 en TBS y sus afiliadas, así como en BS11.